# Three Dog Night
Three Dog Night é uma banda norte-americana de rock and roll bastante ativa na década de 1970, formada por Danny Hutton, Chuck Negron e Cory Wells nos vocais, Jim Greenspoon (teclado), Joe Schermie (baixo), Floyd Sneed (bateria). Surgiram no final da era do psicodelismo e faziam um rock pesado com raízes no R&B; ocuparam-se basicamente em recriar antigos sucessos, mas também lançando compositores novos, como aconteceu com a dupla Elton John e Bernie Taupin, autores da faixa "Lady Samantha", do segundo LP da banda. Todos álbuns do grupo ganharam discos de ouro e a formação permaneceu inalterada até 1973, quando Joe Schermie saiu e foi substituído por Jack Ryland. Skip Konte entrou então, como segundo tecladista, mas, pouco tempo depois, a banda acabou.

## Discografia
- Three Dog Night (1969)
- Suitable For Framing (1969)
- Captured Live At The Forum (1969)
- It Ain't Easy (1970)
- Naturally (1970)
- Golden Bisquits (1971)
- Harmony (1971)
- Seven Separate Fools (1972)
- Cyan (1973)
- Around The World With Three Dog Night (1973)
- Hard Labor (1974)
- Joy To The World: Their Greatest Hits (1974)
- Coming Down Your Way (1975)
- American Pastime (1976)
- The Best Of 3 Dog Night (1982)
- It's A Jungle (1983)
- Celebrate: The Three Dog Night Story, 1965-1975 (1993)
- Live With The Tennessee Symphony Orchestra [DVD] (2002)
- The Complete Hit Singles [CD] (2004)